# Cypripedium reginae
Cypripedium reginae é uma espécie de orquídea terrestre, família Orchidaceae, que habita o leste e centro do Canadá e o norte e leste dos Estados Unidos da América.